# یورگوس خادزیناسیوس
یورگوس خادزیناسیوس (به یونانی: Γιώργος Χατζηνάσιος؛ ‏ تلفظ [ˈʝoɾɣos xadziˈnasios]؛ ‏ زادهٔ ۱۹ ژانویهٔ ۱۹۴۲) آهنگساز، ترانه‌سرا، موسیقی‌دان و نوازنده پیانو اهل یونان است. وی از سال ۱۹۷۲ میلادی تاکنون مشغول فعالیت بوده‌است.
از فیلم‌هایی که وی در آن‌ها نقش داشته است، می‌توان به چنگک اشاره نمود.